# 尼希米
尼希米（英語：Nehemiah）天主教譯為乃赫米雅，意为耶和华的安慰，是尼希米記的中心人物，该书记载他重建耶路撒冷和净化犹太社区的工作。他是哈迦利亚之子（尼希米记1:1），可能属于犹大支派，生活在公元前5世纪的下半叶。
波斯王阿尔塔薛西斯一世在位第20年（前445年或前444年），尼希米担任国王的酒政(Cup-bearer)。当他听说耶路撒冷的城墙被毁，便向国王请求返回重建城墙，阿尔塔薛西斯一世任命他为犹大总督，使命是重建城墙。